# 王敏 (外交官)
王敏（？—），女，中华人民共和国外交官，现任中华人民共和国驻多哥共和国特命全权大使。

## 生平
王敏曾任外交部涉外安全事务司重大活动处处长、参赞，后升任副司长。2025年6月，出任中华人民共和国驻多哥大使。